# باد تایناخ-زوالن‌اشتاین
شهر باد تایناخ-زوالن‌اشتاین در ایالت بادنوورتمبرگ در کشور آلمان واقع شده است.